# قطعنامه ۲۴۰۱ شورای امنیت
قطعنامه ۲۴۰۱ شورای امنیت سازمان ملل متحد در تاریخ ۲۴ فوریه سال ۲۰۱۸ به اتفاق آرا به تصویب رسید. این قطعنامه یک آتش‌بس ۳۰ روزه در سوریه را خواستار شد. با توجه به متن قطعنامه، آتش‌بس شامل عملیات نظامی علیه دولت اسلامی، القاعده و جبهه النصره و دیگر گروه‌های تروریستی شناخته شده توسط سازمان ملل، نمی‌شود.